# O País (Angola)
O País é um periódico Diário publicado em Luanda, a capital de Angola. O periódico começou no dia 14 de Novembro de 2008.
O País é publicado por o Grupo Medianova. 